# Maria Auxili Noguera Manubens

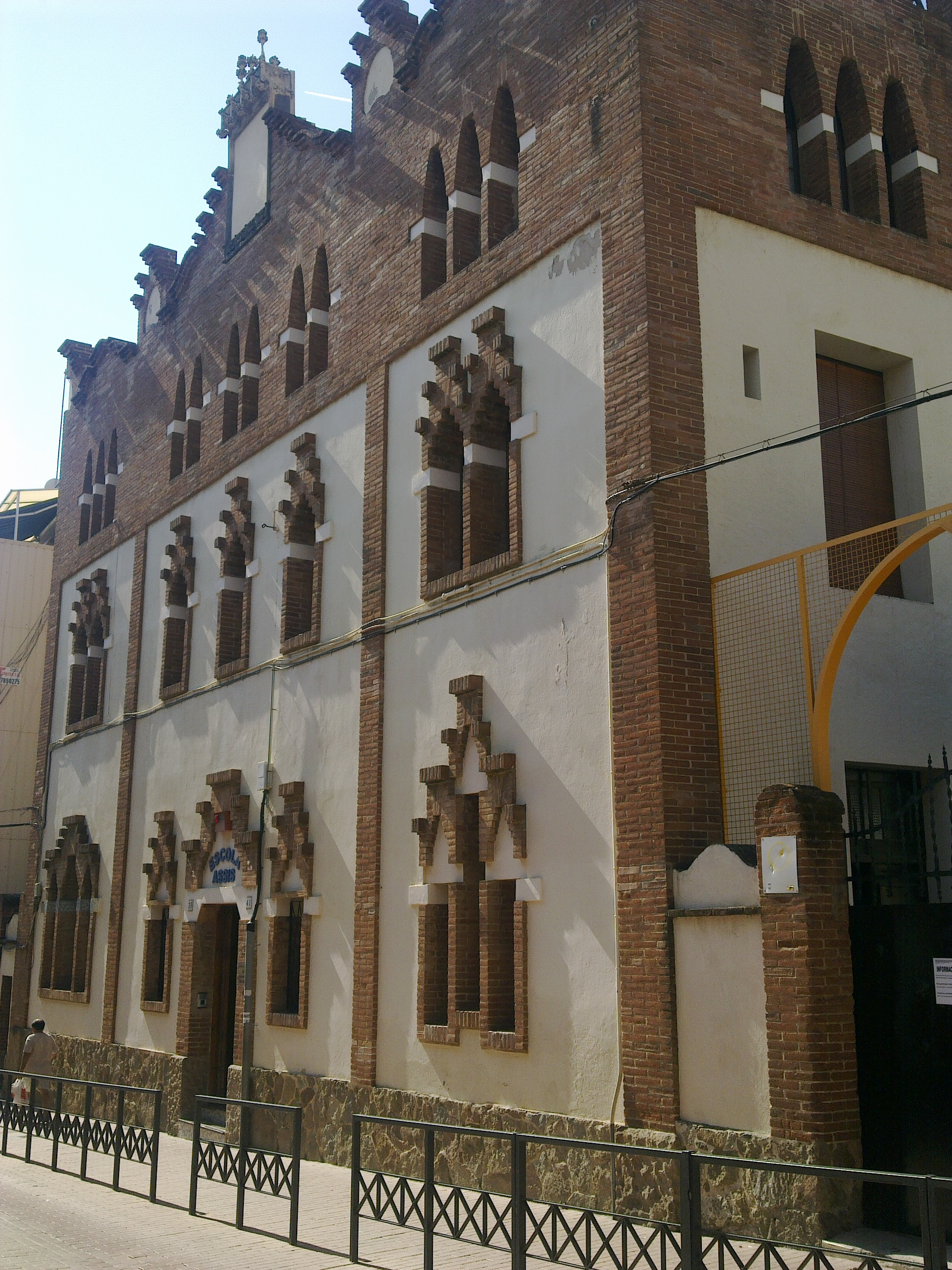
Escola de Premia de Mar on va viure la Beata Mª Auxili.

Margarida Josefa Carolina Noguera Manubens (Manresa, 3 de juliol de 1870 - Barcelona, 31 de juliol de 1936), més coneguda com la beata Maria Auxili Noguera Manubens, fou una de les germanes Caputxines de la Mare del Diví Pastor. En començar la Guerra Civil espanyola, fou empresonada per milicians i afusellada al Barri de la Torrassa, juntament amb la beata Andrea Solans Ballester. El 10 de novembre de 2018 va ser beatificada en una cerimònia celebrada al Temple Expiatori de la Sagrada Família de Barcelona.

## Biografia
Maria Auxili Noguera Manubens va néixer el 3 de juliol de 1870 a Manresa, Barcelona. Els seus pares eren Jorge i Antònia, espardenyers d'ofici. L'endemà del seu naixement va ser batejada a la Basílica Col·legiata de la Seu de Manresa amb els noms de Margarida, Josefa i Carolina. El 25 d'octubre del mateix any va rebre la confirmació. L'any 1896 el seu pare la va autoritzar a iniciar els seus passos en la vida religiosa i exercir com professora a l'institut Religioses de la Divina Pastora de Barcelona (l'actual Col·legi Josep Tous). El 18 de març de 1897 va començar el noviciat a Sants, Barcelona amb el nom d'Auxili, sent destinada a la comunitat d'Igualada on el 1899 va fer la professió religiosa i, quatre anys més tard, la professió perpètua. Tenia a càrrec seu la classe de noies grans de l'escola, i va aconseguir mantenir un alt nivell d'ensenyament, tant en l'aspecte intel·lectual com en el religiós. Les germanes que la van conèixer i algunes de les seves estudiants la descrivien com a: «Excel·lent religiosa i educadora, humil i silenciosa, que destacava per la seva alegria franciscana». El 1935 residia a Premià de Mar, on exercia de procuradora de la La Comunitat.
En esclatar la revolució de 1936 residia a la Comunitat de Premià de Mar amb altres 12 germanes. El 19 de juliol algunes ja van passar la nit fora, mentre que la resta va romandre a la Comunitat. En ser obligades a abandonar la Comunitat, Auxili i Andrea Solans Ballester es van allotjar durant uns dies a casa dels senyors Estival, des d'on pretenien viatjar a Barcelona i després a Manresa per refugiar-se entre els seus familiars però els milicians es van presentar a la casa, les van interrogar fins ben entrada la matinada i les van obligar a sortir de la població. El 31 de juliol de 1936 van viatjar cap a Barcelona en tren acompanyades d'un dels fills dels senyors Estival. Els milicians les van detenir en sortir de l'estació de França i els van demanar la documentació, al costat de diverses religioses de clausura de Mataró sent reconegudes com religioses en dur rosaris, una creu i un llibre devocionari. Van ser afusellades el mateix dia en un descampat al costat de l'Estació de Torrassa de l'Hospitalet de Llobregat. Va morir perdonant als seus assassins i invocant al Sagrat Cor: «Sagrat Cor de Jesús, en Vós confio!». El cadàver de la germana Auxili, segons l'informe mèdic forense, presentava una ferida per arma de foc a la regió de l'òrbita esquerra, que li va produir una fractura de la base del crani i li va destrossar el cervell.
Van ésser portades totes dues aquell mateix dia al Dipòsit Judicial de l'Hospitalet i van ser enterrades en la fossa comuna del cementiri. En exhumar la fossa comuna, la germana Auxili va ser reconeguda perquè a la seva butxaca hi havia el mocador amb el número 170, el número d'aquesta germana en el registre de la congregació. Es va trobar la documentació sol·licitada de la germana Auxili de 1943 certificada pel doctor Josep Sanabre i Sanromà, que la va utilitzar per a escriure la seva obra Martirologi de l'Església en la diòcesi de Barcelona durant la persecució religiosa 1936-1939.

## Reconeixements
El 25 de gener de 2007 es va obrir el seu procés de beatificació en el Palau Diocesà de Barcelona, conjuntament amb les beates Andrea i Patrocinio, i 13 beats d'altres congregacions. El dia 10 de novembre del 2018, aquest es va finalitzar al temple de la Sagrada Família de Barcelona. Van ser les primeres germanes beatificades pel que fa a dones vinculades amb entitats del barri de Sants, en concret, amb l'antiga escola Divina Pastora de Sants, l'actual Col·legi Josep Tous, d'on van ser professores. Un centre que es va construir a l’antic carrer de les Donzelles, l’any 1892, quan Sants era una vila independent de Barcelona.